# Beulaville

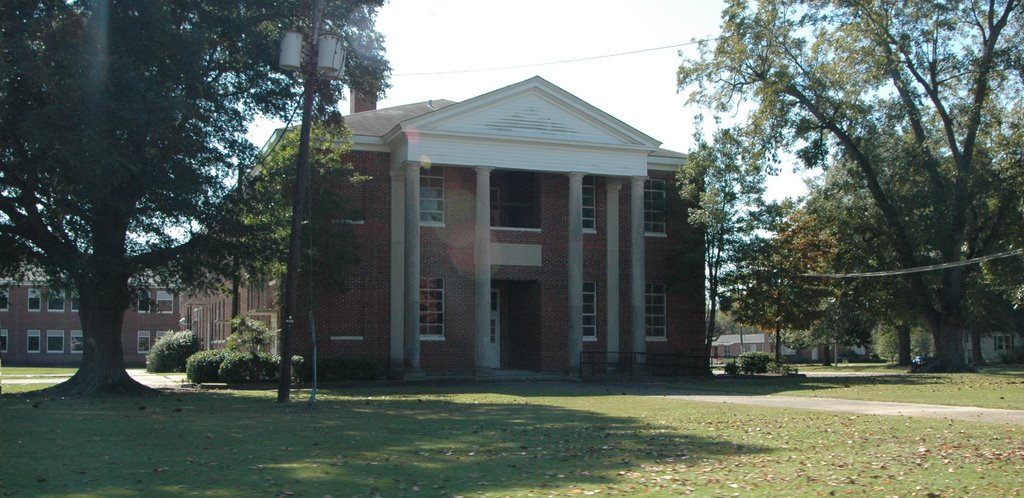
Ancien Lycée de Beulaville, Actuellement Mairie

Beulaville est une ville américaine située dans le comté de Duplin dans l'État de Caroline du Nord. En 2010, sa population était de 1 296 habitants.

## Démographie
| 1880 | 1890 | 1920 | 1930 | 1940 | 1950 |
| ---- | ---- | ---- | ---- | ---- | ---- |
| 32   | 51   | 354  | 494  | 567  | 724  |

| 1960  | 1970  | 1980  | 1990 | 2000  | 2010  |
| ----- | ----- | ----- | ---- | ----- | ----- |
| 1 062 | 1 156 | 1 060 | 933  | 1 067 | 1 296 |

## Source de la traduction
- (en) Cet article est partiellement ou en totalité issu de l’article de Wikipédia en anglais intitulé « Beulaville, North Carolina » (voir la liste des auteurs).